# New Winthorpes
New Winthorpes (oft auch New Winthropes geschrieben) ist ein Ort in der Parish of Saint George auf der Karibikinsel Antigua, im Staat Antigua und Barbuda.

## Lage und Landschaft
New Winthorpes liegt im nördlichen Teil der Insel, vier Kilometer nordöstlich vom Stadtzentrum von Saint John’s und nordwestlich des Flughafens in den Northern Hills auf einem Hügel.
Der Ort hat um die 900 Einwohner (Stand: 2001) und etwa 370 Haushalte (Stand: 2008).
Er umfasst die Zählbezirke North (40100; 210 EW); South (40200; 400 EW) und East (40300; 272 EW; alle Angaben für 2001).
Mit seinen Nachbarorten im Süden ist New Winthorpes heute weitgehend verwachsen, im Norden erstreckt sich mit dem Feuchtgebiet hinter Jabberwock das größte noch unerschlossene naturbelassene Areal des Nordens der Insel.
| Cedar Grove (St. John’s)                     | Hodges Bay (St. John’s)                     |          |
| Cedar Valley (St. John’s)                    | Kompassrose, die auf Nachbargemeinden zeigt | Coolidge |
| Cedar Valley Gardens Clare Hall (St. John’s) | Barnes Hill                                 | Airport  |

## Geschichte und Infrastruktur
Der Ort entstand durch den Bau der US-amerikanischen Coolidge Air Force Base im Zweiten Weltkrieg. Die Amerikaner wollten auf Antigua einen U-Boot-Abwehr-Stützpunkt, wofür der North Sound als flache, geschützte Bucht optimal war. Als Luftunterstützung wurde hier mit der seinerzeit noch zuständigen Britischen Regierung ein Flughafen vereinbart, mit Standort am Kap Barnacle Point. Der vorgesehene Grund umfasste großteils Zuckerrohrfeld, Buschland oder Feuchtgebiet, aber auch das Dorf Winthorpes (benannt nach dem Anwesen der Familie Winthorpe, die zu den ersten Siedlern der Insel gehörte). Dessen Einwohner wurden umgesiedelt.
Die Neuansiedlung machte seinerzeit größere Probleme. Die Amerikaner versprachen ein modernes Modelldorf. Es wäre das heutige Fitches Creek südlich von Winthorpes zur Diskussion gestanden, bei der St. George’s Parish Church, was den Dörflern aber zu sumpfig war; auch eine Umsiedlung in den Süden der Insel lehnten sie ab. Daraufhin errichteten die Amerikaner einen Zaun um das Gelände, das die Einwohner nurmehr mit speziellen Pässen verlassen konnten. Es kam zu Unruhe und ernsten Zwischenfällen. Letztendlich entschieden sich die Amerikaner für ein Stück Land bei Barnes Hill (Anwesen Blizzards und Thibou-Jarvis). Wegen Uneinigkeiten zwischen dem US-Militär und der britischen Zivilverwaltung, die sich beide dafür zuständig fühlten, und den Dorfältesten, die den Bebauungsplan nach ihren Vorstellungen gestalten wollten, aber zu keinem Abschluss kamen, wurde das Dorf aber gar nicht errichtet, sondern die Anwohner zogen wegen ihrer unangenehmen Lage eigenständig um, teils, indem sie ihre Hütten auf Pferdefuhrwerken transportierten. Auch der Ortsname war umstritten, aber die Dorfbewohner setzten New Winthorpes (‚Neues Winthorpes‘) nach ihren Vorstellungen durch. Als Gründungsdatum des Orts gilt der 2. April 1942. Der neue Wohnplatz hatte aber keinerlei Infrastruktur, durch seine Hügellage nicht einmal Wasser, die Wege zu Brunnen, zur Kirche, zur Schule waren weit. Das Fischen musste auch aufgegeben werden, und die zugewiesenen Gärten lagen abseits in Cassada Garden. Eine größere Zisterne für New Winthorpes und Barnes Hill wurde erst später errichtet.
Heute hat der Ort eine Primarschule (New Winthorpes Primary) und drei Kirchen, New Winthropes Wesleyan Holiness Church, Seventh Day Adventist Church und eine Pilgrim Holiness Church, sowie einen Sportplatz (Lambert Playing Field).
Hier steht auch das erste moderne Windkraftwerk der in seiner Geschichte windmühlenreichen Insel, westlich am Hügel, mit einer Leistung von 120 kW.